# Марија Петровић (Карађорђева сестра)
Марија Петровић Пантелић Новаковић (Вишевац, око 1765 — Влакча, 19. век.) је била сестра вожда Карађорђа.

## Биографија
Рођена је у Вишевцу, у породици Петра Јовановића из Вишевца и Марице Живковић из Маслошева. Била је старија сестра вожда Карађорђа. Осим браће Ђорђа и Маринка, имала је и сестру Милицу.
Она је имала и браћу Марка, Милована и Јована, али како је то некада било у стара времена, по свему судећи умрли су у детињству или раној младости. Потомци вожда Карађорђа су Карађорђевићи, брата Маринка – Маринковићи, сестре
Милице – Неофитoвићи из Вреоца код Лазаревца, док се потомци Марка, Милована и Јована Петровића, нигде не помињу.
Недуго након женидбе њеног брата Ђорђа, 1786. године, док је још била дете, цела породица се морала одселити због Ђорђевог убиства Турчина, којим је одбранио част породице и кренули су ка Срему. Кад су били код Стојника, Карађорђе је убио њиховог оца, како их Турци не би пронашли, јер je њихов отац упорно хтео да се врате кући, измоле опроштај од Турака, да их не убију и да живе као до тада. Од тада се породица њенe браћe презивалa Петровић.
Недуго након што су се преселили у Срем, у близини манастира Крушедол, Марија се удала за Милију Пантелића (умро 1811) из Нерадинa код Ирига, који пре бeшe ожењен, који је са њеним братом Карађорђем радио као шумар при манастиру Крушедол. Зна се место где је било домаћинство Пантелића. Осим Марије, која је била удата, цела породица се вратила у Тополу 1796. године.
Марија је била удата за Милију Пантелића (умро 3. јануара 1811) из Нерадина код Ирига, имала je са мужем Милијом једну ћерку, Сару (умрла 27. октобра 1807), која је умрла у раној младости. Пре него што јој је кћерка Сара умрла, Марија се развела од свог првог супруга Милије и удала се у Влакчу код Крагујевца, за неког сељака из породице Новаковић и са другим супругом имала је четворо деце. Марија је пасош од аустријских власти добила 21. јула 1811. године.

## Породично стабло
|  |                                |  |  |  |  |  |  |  |  |  |  |  |  |  |  |  |
|  | 2. Петар (Петроније) Јовановић |  |  |  |  |  |  |  |  |  |  |  |  |  |  |  |
|  |                                |  |  |  |  |  |  |  |  |  |  |  |  |  |  |  |
|  |                                |  |  |  |  |  |  |  |  |  |  |  |  |  |  |  |
|  | 1. Марија Петровић             |  |  |  |  |  |  |  |  |  |  |  |  |  |  |  |
|  |                                |  |  |  |  |  |  |  |  |  |  |  |  |  |  |  |
|  |                                |  |  |  |  |  |  |  |  |  |  |  |  |  |  |  |
|  | 3. Марица Живковић             |  |  |  |  |  |  |  |  |  |  |  |  |  |  |  |
|  |                                |  |  |  |  |  |  |  |  |  |  |  |  |  |  |  |
|  |                                |  |  |  |  |  |  |  |  |  |  |  |  |  |  |  |

## Породица

### Супружник
| име             | слика | датум рођења | датум смрти     |
| --------------- | ----- | ------------ | --------------- |
| Милија Пантелић |       |              | 3. јануар 1811. |
| J. Новаковић    |       |              |                 |

### Деца
| име                                      | слика | датум рођења     | датум смрти       |
| ---------------------------------------- | ----- | ---------------- | ----------------- |
| Сара Пантелић (женско, из првог брака)   |       | 1787. или 1788.? | 27. октобар 1807. |
| Марко Новаковић (мушко, из другог брака) |       | 1807.            | 1857.             |
| Јанко Новаковић (мушко, из другог брака) |       | 1816.            | 1853.             |
| ? (женско, из другог брака)              |       |                  |                   |
| ? (женско, из другог брака)              |       |                  |                   |